# Ягодное (Винницкая область)
Ягодное (укр. Ягідне) — село на Украине, находится в Мурованокуриловецком районе Винницкой области.
Код КОАТУУ — 0522883003. Население по переписи 2001 года составляет 131 человек. Почтовый индекс — 23410. Телефонный код — 4356.
Занимает площадь 0,91 км².

## Адрес местного совета
23410, Винницкая область, Мурованокуриловецкий р-н, с. Конищев, ул. Ленина, 23